# Viking (rollspel)
Denna artikel handlar om rollspelet Viking. Se också viking (olika betydelser).
Viking är ett svenskt rollspel som gavs ut 1994 av spelföretaget 101 Production (under varumärket Neogames) och det utspelar sig i historisk i miljö i medeltidens Nordeuropa. Konstruktörerna satsade på historisk korrekthet så långt det varit möjligt. När 101 Production gick i konkurs 1997 övergick rättigherna till spelet till Fabian Fridholm. Restlagret såldes via TopGames till Sverok. 1998 köptes rättigheterna till Viking av Mikael Jansson som nu driver trollspel.se i egen regi.
Idag ges spelet ut som en gratis pdf-fil av Trollspel.

## Moduler
- Västerled: Bretland, Irland, Frankland, Spanland och västra Medelhavet var under vikingatiden äventyrets länder. Förutom länderna, så finns här också en mängd spelledarpersoner beskrivna och illustrerade, ett antal äventyrsuppslag och en längre äventyrskampanj.

- Norden: Sverige, Norge och Danmark var vikingarnas hemtrakter. Förutom länderna, så finns här också en mängd spelledarpersoner beskrivna och illustrerade, ett antal äventyrsuppslag och en längre äventyrskampanj.

## Äventyr
- Jarl Eriks Arv: en äventyrsmodul till Viking. Hjaltlandsjarlen, Jarl Erik, har dött.
- Gudarnas Nåde: är ett längre äventyr till rollspelet Viking.En detaljerad beskrivning av Englands näst största stad, Jorvik (York) medföljer också.